# مار تیزدم
مار تیزدم (نام علمی: Contia tenuis) نام یک گونه از تیره قمچه‌ماران است.